# Gaby Koss
Gaby Koss (Múnich, 25 de marzo de 1978) es una soprano alemana de formación clásica que ha colaborado con agrupaciones de metal y rock como Haggard, Nota Profana y Equilibrium. Es la cantante principal de las bandas Nota Profana y Theatre of the Night, además de liderar su propio conjunto de música folk renacentista, barroca y medieval, Cantus Lunaris. En 2014 fundó otra banda que se conoce con el nombre de Diskelion.
En años recientes ha colaborado con varios compositores de Inglaterra, Japón y Rusia, en la realización de bandas sonoras de películas y series de televisión. Sus colaboradores incluyen al compositor británico JD Hermien, compositor de la banda sonora de la serie estadounidense War Wraiths.

## Discografía

### Nota Profana
- The Devil's Playground (2013)

### Cantus Lunaris
- Fabula Antiqua (2013)

### Diskelion
- Remember Sorrow (2014)

### Haggard
- Eppur Si Muove (2004)
- Awaking the Gods: Live in Mexico (2001)